# Hospital Central Militar
El Hospital Central Militar es una institución médica de tercer nivel en México, altamente especializada, con experiencia extensa, que proporciona servicios no sólo a militares y derechohabientes, sino también a personas fuera de esta unidad médica, la cual pertenece a la Secretaría de la Defensa Nacional (Sedena) (de la cual depende directamente) a través del Directorado General de Salud de ése país. Dentro de la escalera de Servicios de Salud, está localizado en el nivel más alto. Esta unidad también tiene 48 especialidades médicas.

## Historia
La historia del Hospital Militar Central empezó en el vigésimo siglo cuando la tierra que pertenecía a la Hacienda San Juan De Dios (nombrado después del fundador del hospital de la Orden de Frailes), fue adquirida por el Señor Jesús y Tornel Goribar dando estructura a un vasta expansión de tierra agrícola, que acabó alrededor del año 1885, vendiéndola al par de Eduardo Rubio y Ana Cuevas Lascurain. El sitio acabó por ser la Colonia Anzures,  (sólo la primera y segunda fracción) y parte de las premisas dónde es actualmente Defensa Nacional. Más tarde, el Señor Cuevas vendió la tierra a la subdivisión de Lomas de Chapultepec.
Después de varias representaciones expresadas a agencias de gobierno, es considerada la construcción de la Universidad Nacional Autónoma de México en aquellas áreas, pero debido a las condiciones de guerra que surgieron durante la presidencia de Lázaro Cárdenas en 1938, e incentivos del gobierno para fortalecer estructuras militares (particularmente el cuidado médico de las fuerzas armadas), la tierra se convirtió en propiedad del secretario de defensa, y la calle anteriormente conocida como "Calzada de los Morales",  se convirtió en la Avenida Ejército Nacional. Dentro de la frontera del sur de la tierra, justo delante de los límites del río, instalaciones fueron construidas como el Hospital Central Militar. La construcción la dirigió el arquitecto Luis MacGregor y otros asesores, destacando la Asociación Médica Estadounidense y el Departamento de Defensa de los Estados Unidos. La construcción de la unidad médica empezó el 25 de marzo de 1942 y concluyó el primero de diciembre de 1945, cuando el entonces Presidente Manuel Ávila Camacho acompañado por el director de Salud militar, inauguró el edificio de salud para la Escuela Médico Militar mexicana.

## Objetivos
- Decrecimiento el índice de mortalidad.
- El aumento de procedimientos quirúrgicos de mínima invasión.
- La mejora de programas sociales y medioambientales.
- Aumentar el nivel de madurez del Sistema de Administración de Calidad.
- La expansión de la cobertura de programa de la formación.
- Satisfacer el nivel de satisfacción paciente.